# Ruska kapelica
Ruska kapelica je pravoslavna kapela, ki so jo zgradili vojni ujetniki iz Ruskega imperija, ko so gradili cesto na gorski prelaz Vršič (1611 m). Posvečena je svetemu Vladimirju I. Kijevskemu, ki je tako pravoslavni kot katoliški svetnik. Naknadno je postala spominski objekt za žrtve, ki jih je kasneje med gradnjo ceste zasul snežni plaz. Nahaja se 500 metrov za Mihovim domom na Vršiču, na gorenjskem delu ceste v smeri proti vrhu prelaza, do katerega je še 5,4 km. Uradno spada pod naselje Kranjska Gora. Njena nadmorska višina je 1130 metrov.
Lesena kapela je zgrajena v pravoslavnem slogu, ki izraža vero vojakov, ki so gradili cesto. Njena gradnja se je začela leta 1915, dokončana pa je bila v prvi tretjini januarja 1916. Ob njej je tudi spominski grob vojaka Petra Polovčeva. Spomenik na grobu je v obliki piramide in nosi napis v ruščini »Sinovom Rusije«. Postavljen je bil med letoma 1937 in 1938. V povezavi s kapelico se pogosto pojavljajo miti o »ruskih« ujetnikih, grobovih v okolici in o izgradnji v spomin na žrtve snežnih plazov.
Ruska kapelica je vpisana v Register kulturne dediščine Slovenije in je razglašena za kulturni spomenik državnega pomena.

## Zgodovina
V začetku leta 1915 je Kranjska gora postala pomembna strateška točka zaradi Soške fronte, ki se je pojavila med Avstro-Ogrsko in Italijo na reki Soči. Zaradi tega je vojska Avstro-Ogrske ukazala nujno izgradnjo ceste prek prelaza Vršič, ki bi povezala dolini rek Soče in Save. Cesta je bila nujna za hitrejši prehod avstrijskih enot in vojaške opreme prek prelaza. Gradnja ceste se je pričela maja 1915 in pri sami gradnji je sodelovalo okoli 10.000 vojaških ujetnikov (večji del iz Ruskega imperija, del pa iz Srbije, Italije in Črne gore). Ocenjuje se, da je med samo gradnjo ceste umrlo od 170 do 300 vojnih ujetnikov in od 10 do 80 avstro-ogrskih stražarjev. Samo plaz 8. marca 1916 je zahteval 110 žrtev med ujetniki in 7 avstro-ogrskih stražarjev. Kapelica je bila postavljena že pred plazovi za zagotavljanje duhovne oskrbe pravoslavnih ujetnikov v skladu z vojnim pravom, povezovanje s snežnimi plazovi oz. trditve, da je bila zgrajena v spomin na njih so šele kasnejšega izvora.
Ob kapelici je grob »neznanega vojaka« Petra Polovčeva (oz. Polowčewa), ki je umrl med ujetništvom v 350. delovnem oddelku vojnih ujetnikov in je bil tam pokopan 17. novembra 1915. V bližini groba so v času vojne stale barake v katerih so živeli ujetniki. Pogosto so se tudi pojavljale trditve, da je ob kapeli »stotine« grobov, vendar o tem ni dokazov.
Po vojni je bila kapela izropana in v slabem stanju. Leta 1932 je zasebno zemljišče na katerem stoji kupila Ruska matica, ki je tam začela prirejati proslave. Med 1937 in 1938 je bila v bližini postavljena grobnica v katero so bila prenešeni neznani posmrtni ostanki.
Po vojni se je z leti vedno bolj poudarjalo prisotnost »ruskih« ujetnikov, ostali narodi, ki so bili med umrlimi ujetniki pa so bili pozabljeni (Italijani, Srbi, Črnogorci). Podobno se je izraz »ruski« ujetniki začel enačiti z Rusi, čeprav se nanaša na ujetnike iz Ruskega imperija, katerega vojsko je sestavljalo še mnogo drugih narodov (Ukrajinci, Belorusi, Gruzinci, Tatari in drugi). Poudarjanje Rusov je dodatno okrepila kasnejša postavitev grobnice vojaka ob kapelici z napisom »Sinovom Rusije« več kot tri desetletja po njeni izgradnji.
Tako mit o gradnji v spomin na umrle v plazovih kot tudi o »ruskih« ujetnikih se še vedno pogosto pojavlja v večjih medijih, tudi v gradivih društva Slovenija-Rusija, ki pri kapelici organizira proslave.

## Značilnosti
Kapelica je zgrajena iz lesa na kamnitih temeljih. Okoli osrednjega dela se ob straneh nahajata dve kupoli. Kupoli ste narejeni v značilnem baročnem stilu za vzhodne pravoslavne cerkve. Z leve strani kapele se nahaja grobnica žrtev (simbolni grob), katerim je posvečena kapelica. Nad grobnico je postavljen spomenik v obliki piramide z napisom v ruščini: »Sinovom Rusije«. Napis uporablja rusko cirilico kot je bila v uporabi pred 1918. Spomenik je grobnica (kostnica), ki jo je v letih 1937–38 postavil stavbenik Josip Slavec. Izvor kosti v grobnici ni znan, saj so bile prinešene iz neznane lokacije.

## Lokacija kapelice
Ruska kapelica je locirana v gozdu, na petem kilometru ceste Kranjska gora - Vršič na nadmorski višini 1.100 m. Okolica kapelice je ograjena in urejena s potkami in klopmi. Neposredno zraven grobnice se nahaja manjši vodni izvir, tako da po dvorišču pred kapelico teče potoček. Na nasprotni strani ceste je urejen parkirni prostor namenjen obiskovalcem kapelice. Samo nekaj sto metrov pred kapelico se ob cesti nahaja planinska postajanka Mihov dom.

## Ruska cesta
V spomin nekaterim graditeljem ceste je bila leta 2006 cesta poimenovana v Rusko cesto. Cesta še danes služi prometu, saj je pomembna povezava med Kranjsko goro in Bovcem. Cesta je asfaltirana, medtem ko so vsi ovinki na cesti tlakovani in oštevilčeni. Vsako prvo nedeljo v septembru poteka po cesti mimo kapelice kolesarska prireditev Juriš na Vršič.

## Slovesnost
Društvo Slovenija-Rusija vsako leto organizira spominsko slovesnost ob kapelici. Slovesnosti se udeležujejo tudi predstavniki ruske države, tako se je slovesnosti leta 2015 udeležil takratni ruski premier Dimitrij Medvedjev. 
Leto kasneje, ob jubilejni stoti obletnici postavitve kapelice, pa je prisostvoval predsednik Ruske federacije Vladimir Putin. Tam ga je pričakal levi del slovenske politične garniture, katerih podpora Putinu je bila označena za paradoksalno. Obisk je bil sporen, saj je 2014 Rusija okupirala ukrajinski polotok Krim, sprožila vojno v Donbasu in bila obtožena vmešavanja v predsedniške volitve v ZDA. Veleposlanik Ukrajine v Sloveniji, Mihajlo Brodovič, je obisk komentiral negativno in dodal, da »gre za še en ruski poskus privatizacije spomina na umrle ujetnike (različnih narodnosti) ter jih priključiti ti. "ruskemu svetu"«. Ukrajinci v Sloveniji so na dan obiska izvedli protest. Deset protiprotestnikov pa je prišlo izrazit podporo Putinu. Novinar Branko Soban, poznavalec Rusije, je obisk označil kot hudo politično napako, saj naj bi legitimiral Putinovo agresorsko politiko. Tudi diplomati EU so obisk komentirali negativno, saj je predstavljal možnost spodkopavanja enotnosti EU proti ruski agresiji, in Slovenijo izpostavili kot eno izmed bolj priljubljenih ruskih tarč.
Branko Soban je po ruski invaziji na Ukrajino leta 2022 predlagal, da se kapelica glede na številne Ukrajince, ki so bili del ti. »ruskih« ujetnikov iz pietete do Ukrajincev preimenuje v Ukrajinsko kapelico. Po ruski invaziji je udeležba na slovesnosti močno padla, udeležil se je ni več tudi noben predstavnik državnega vrha. Edini vidni udeleženci so bili Zoran Janković, Karl Erjavec, Zmago Jelinčič in nekateri gospodarstveniki. Na slovesnosti 2024 je Karl Erjavec trdil, da so bili ujetniki iz Ruskega cesarstva, ki se je borilo proti Avstroogrski, del katere so bili Slovenci, »naši zavezniki«.